# Андреј Јерман
Андреј Јерман (словен. Andrej Jerman) је словеначки алпски скијаш.
У Светском купу је дебитовао у сезони 1998/99. На почетку се такмичио и у слалому и у велеслалому да би се касније посветио само дисциплинама спуст, супервелеслалом и комбинација. У комбинацији се први пут пласирао међу првих десет у Венгену 2002. У почеку комбинација је била дисциплина у којој је редовно освајао бодове у Светском купу.
Од сезоне 2006/07 Јерман напредује у спусту. У децембру 2006, био је дванаести у Бивер Крику, девети и четврти у Вал Гардени и девети у Бормију. Прву победу остварио је 23. фебруара 2007. у спусту у Гармиш-Партенкирхену. То је била прва победа неког Словенца у спусту у Светском купу. Дан касније, завршио је на другом месту иза Ерика Геја. У децембру 2009. у Бормију је победио по други пут у Светском купу.
У Светском купу је четири пута био на победничком постољу, сва четири пута у спусту.
Године 1998. на Светском првенству у алпском скијању за јуниоре био је други у супервелеслалому.
Учествовао је на четири Светска првенства у алпском скијању и три пута на Зимским олимпијским играма без значајнијег успеха.

## Резултати

### Олимпијске игре
- Солт Лејк Сити 2002: 21. супервелеслалом, 28. спуст
- Торино 2006: 19. комбинација, 28. спуст, 28. супервелеслалом
- Ванкувер 2010: 27. комбинација, 28. спуст

### Светска првенства
- Санкт Мориц 2003: 15. комбинација, 28. спуст, 30. супервелеслалом
- Бормио 2005: 15. комбинација, 17. супервелеслалом, 20. спуст
- Оре 2007: 17. спуст, 21. комбинација, 23. супервелеслалом
- Вал д'Изер 2009: 12. комбинација, 13. спуст, 25. супервелеслалом

## Победничка постоља у Светском купу
| Датум              | Место               | Дисциплина | Пласман |
| ------------------ | ------------------- | ---------- | ------- |
| 23. фебруар 2007.  | Гармиш-Партенкирхен | спуст      |         |
| 24. фебруар 2007.  | Гармиш-Партенкирхен | спуст      |         |
| 6. јануар 2008.    | Шамони              | спуст      |         |
| 29. децембар 2009. | Бормио              | спуст      |         |